# Franco Forini
Franco Forini (* 22. September 1958 in Muralto) ist ein ehemaliger Schweizer Automobilrennfahrer.

## Werdegang
Forini begann seine Motorsportlaufbahn im Kartsport. Im Jahr 1981 stieg er in die Italienische Formel-3-Meisterschaft sowie die Europäische Formel-3-Meisterschaft ein, ohne dabei nennenswerte Erfolge zu erzielen. Im folgenden Jahr errang er seinen ersten Laufsieg und Gesamtrang drei in der Italienischen Meisterschaft. Zur Saison 1985 wechselte Forini zu Forti Corse und fuhr im Team aus Alessandria den Titel in der Italienischen Formel-3-Meisterschaft ein. Im selben Jahr wurde er hinter Maurício Gugelmin Zweiter im Formel-3-Rennen in Monaco.

### Formel 3000
In der Saison 1986 fuhr Forini einige Rennen der Internationalen Formel-3000-Meisterschaft. Sein erstes Formel-3000-Rennen war der Gran Premio di Roma in Vallelunga. Hier wurde er von dem in dieser Klasse neu etablierten Team Coloni gemeldet, konnte sich aber in einem gebrauchten March 85B nicht qualifizieren. Vom fünften Rennen der Saison, der Trofeo Elio de Angelis in Imola, bis zum neunten Rennen, dem Halfords Birmingham Superprix, startete Forini für das italienische Team San Remo Racing. Bei den ersten beiden Anläufen konnte er sich qualifizieren; das beste Resultat war der sechste Platz in Imola, der ihm einen Meisterschaftspunkt einbrachte. Im zweiten Rennen für San Remo wurde Forini 14., danach schlossen sich drei Nichtqualifikationen an. Anschliessend trennte sich das Team von Forini; er wurde für die letzten beiden Meisterschaftsläufe durch Alessandro Santin ersetzt. Mit einem Meisterschaftspunkt schloss Forini die Formel-3000-Saison als gleichrangiger 21. der Fahrerwertung ab. Für die Saison 1987 erhielt er kein Cockpit in der Formel 3000.

### Formel 1
In der Formel-1-Saison 1987 bestritt Franco Forini drei Grands Prix für das italienische Team Osella, und zwar die Grossen Preise von Italien, Portugal und Spanien. Das finanziell schwer angeschlagene Osella-Team setzte 1987 zumeist nur ein Fahrzeug ein, für das Alex Caffi als Stammfahrer gemeldet war. Für die letzten drei europäischen Rennen der Saison meldete man zwei Autos. Forini brachte einige Sponsoren mit, die den Einsatz des zweiten Wagens finanzierten. Forini erhielt ein Fahrzeug der Serie FA1G. Angetrieben wurden die Autos von alten, von Osella selbst gewarteten Alfa-Romeo-Turbomotoren, deren Leistungsfähigkeit insgesamt kaum das Niveau der seit 1987 wieder zugelassenen Saugmotoren erreichte. Die unmittelbaren Konkurrenten des kleinen italienischen Rennstalls war das in diesem Jahr schlecht aufgestellte Tyrrell-Team, ferner AGS und das seit September 1987 aktive Team Coloni, die allesamt mit Cosworth-Saugmotoren fuhren.
Franco Forinis Renneinsätze für Osella verliefen enttäuschend. Forini hatte einige Jahre zuvor in der Formel 3 auf vergleichbarem Leistungsniveau mit Alex Caffi gekämpft, kam jedoch in der Formel 1 nicht an diese Leistungen heran. Die Zeitdifferenzen zwischen beiden Osella-Fahrern waren eklatant. Einige Beobachter aus Italien führten dies darauf zurück, dass Osella mit der Vorbereitung von zwei Formel-1-Wagen überfordert war und Forinis Auto nicht mit der Sorgfalt behandelt wurde, die Caffi als Stammfahrer zuteilwurde.
Bei seinem ersten Formel-1-Rennen, dem Grossen Preis von Italien in Monza, qualifizierte sich Forini als Letzter. Sein Rückstand auf die Pole-Zeit betrug 10 Sekunden, der Rückstand auf seinen Teamkollegen Caffi 2,5 Sekunden. Seine Zeiten lagen noch immer über denen von Nicola Larini, der für das erstmals gemeldete Coloni-Team antrat, und von Pascal Fabre im AGS. Im Rennen fiel Forini nach einem Defekt des Turboladers in der 27. Runde aus.
Der anschliessende Grosse Preis von Portugal brachte keine Besserung: hier bekleideten die Osellas die letzten beiden Ränge, Forini mit 9 Sekunden Rückstand auf die Pole-Zeit und knapp 3 Sekunden Rückstand auf Alex Caffi. In der 32. Runde kollabierte die Hinterradaufhängung an Forinis Osella, woraufhin er das Rennen beenden musste.
Beim Grossen Preis von Spanien qualifizierten sich beide Osellas nicht; diesmal waren Larini im Coloni und Fabre im AGS deutlich schneller gewesen.
Zu den verbleibenden drei Grossen Preisen des Jahres in Mexiko, Japan und Australien verzichtete Osella aus Kostengründen auf ein zweites Auto, sodass für Forini kein Platz mehr im Team war. Für die folgenden Jahre zeigte kein Formel-1-Team Interesse an einer Verpflichtung Forinis.

### Nach der Formel 1
Von 1988 bis 1989 bestritt Franco Forini wieder einige Rennen in der Italienischen Formel-3-Meisterschaft, konnte dort aber nur eingeschränkt überzeugen. Bis 1992 fuhr er noch einige Kartrennen; danach gab er das aktive Rennfahren auf. Heute betreibt Franco Forini einige Tankstellen und einen Mineralölhandel in Bellinzona und verschiedenen Nachbarorten.

## Statistik

### Rennergebnisse
| Jahr | Team                 | Wagen       | Motor             | 1   | 2   | 3   | 4   | 5   | 6   | 7   | 8   | 9   | 10  | 11      | 12      | 13      | 14  | 15  | 16  | WM | Punkte |
| ---- | -------------------- | ----------- | ----------------- | --- | --- | --- | --- | --- | --- | --- | --- | --- | --- | ------- | ------- | ------- | --- | --- | --- | -- | ------ |
| 1987 | Osella Squadra Corse | Osella FA1G | Alfa Romeo V8 (T) | BRA | SMR | BEL | MON | USA | FRA | GBR | GER | HUN | AUT | ITA DNF | POR DNF | ESP DNQ | MEX | JPN | AUS | –  | 0      |

| Legende  | Legende            | Legende                                                          |
| Farbe    | Abkürzung          | Bedeutung                                                        |
| -------- | ------------------ | ---------------------------------------------------------------- |
| Gold     | –                  | Sieg                                                             |
| Silber   | –                  | 2. Platz                                                         |
| Bronze   | –                  | 3. Platz                                                         |
| Grün     | –                  | Platzierung in den Punkten                                       |
| Blau     | –                  | Klassifiziert außerhalb der Punkteränge                          |
| Violett  | DNF                | Rennen nicht beendet (did not finish)                            |
| Violett  | NC                 | nicht klassifiziert (not classified)                             |
| Rot      | DNQ                | nicht qualifiziert (did not qualify)                             |
| Rot      | DNPQ               | in Vorqualifikation gescheitert (did not pre-qualify)            |
| Schwarz  | DSQ                | disqualifiziert (disqualified)                                   |
| Weiß     | DNS                | nicht am Start (did not start)                                   |
| Weiß     | WD                 | zurückgezogen (withdrawn)                                        |
| Hellblau | PO                 | nur am Training teilgenommen (practiced only)                    |
| Hellblau | TD                 | Freitags-Testfahrer (test driver)                                |
| ohne     | DNP                | nicht am Training teilgenommen (did not practice)                |
| ohne     | INJ                | verletzt oder krank (injured)                                    |
| ohne     | EX                 | ausgeschlossen (excluded)                                        |
| ohne     | DNA                | nicht erschienen (did not arrive)                                |
| ohne     | C                  | Rennen abgesagt (cancelled)                                      |
| ohne     | keine WM-Teilnahme |                                                                  |
| sonstige | P/fett             | Pole-Position                                                    |
| sonstige | 1/2/3/4/5/6/7/8    | Punktplatzierung im Sprint-/Qualifikationsrennen                 |
| sonstige | SR/kursiv          | Schnellste Rennrunde                                             |
| sonstige | *                  | nicht im Ziel, aufgrund der zurückgelegten Distanz aber gewertet |
| sonstige | ()                 | Streichresultate                                                 |
| sonstige | unterstrichen      | Führender in der Gesamtwertung                                   |